# Ménerval
Ménerval est une commune française située dans le département de la Seine-Maritime en région Normandie.

## Géographie

### Description
1. Carte dynamique
2. Carte Openstreetmap
3. Carte topographique
4. Carte avec les communes environnantes

La commune est traversée par l'avenue verte, itinéraire cyclable qui relier Paris à Londres.
| Saumont-la-Poterie |                   | Haussez      |
| Hodeng-Hodenger    | Ménerval          | Doudeauville |
| Brémontier-Merval  | Dampierre-en-Bray |              |

### Hydrographie
La commune est située dans le bassin Seine-Normandie. Elle est drainée par l'Epte, le ruisseau de Mesangueville, la Cayenne, le ruisseau de Saint-Ouen, le ruisseau d'Halescourt, le cours d'eau 01 de la commune de Mérerval, le cours d'eau 02 de la commune de Mérerval, le cours d'eau 08 de la commune de Saumont-La-Poterie, le ruisseau de la Hebergue, le ruisseau de la Hébergue et le ruisseau de Saumont,,.
L'Epte, d'une longueur de 113 km, prend sa source dans la commune de Compainville et se jette  dans la Seine à Notre-Dame-de-la-Mer, après avoir traversé 44 communes. Les caractéristiques hydrologiques de l'Epte sont données par la station hydrologique située sur la commune de Saumont-la-Poterie. Le débit moyen mensuel est de 0,343 m3/s. Le débit moyen journalier maximum est de 7,04 m3/s, atteint lors de la crue du 16 décembre 2011. Le débit instantané maximal est quant à lui de 11,1 m3/s, atteint le même jour.
Le ruisseau de Mésangueville, d'une longueur de 15 km, prend sa source dans la commune de La Ferté-Saint-Samson et se jette  dans l'Epte à Dampierre-en-Bray. 

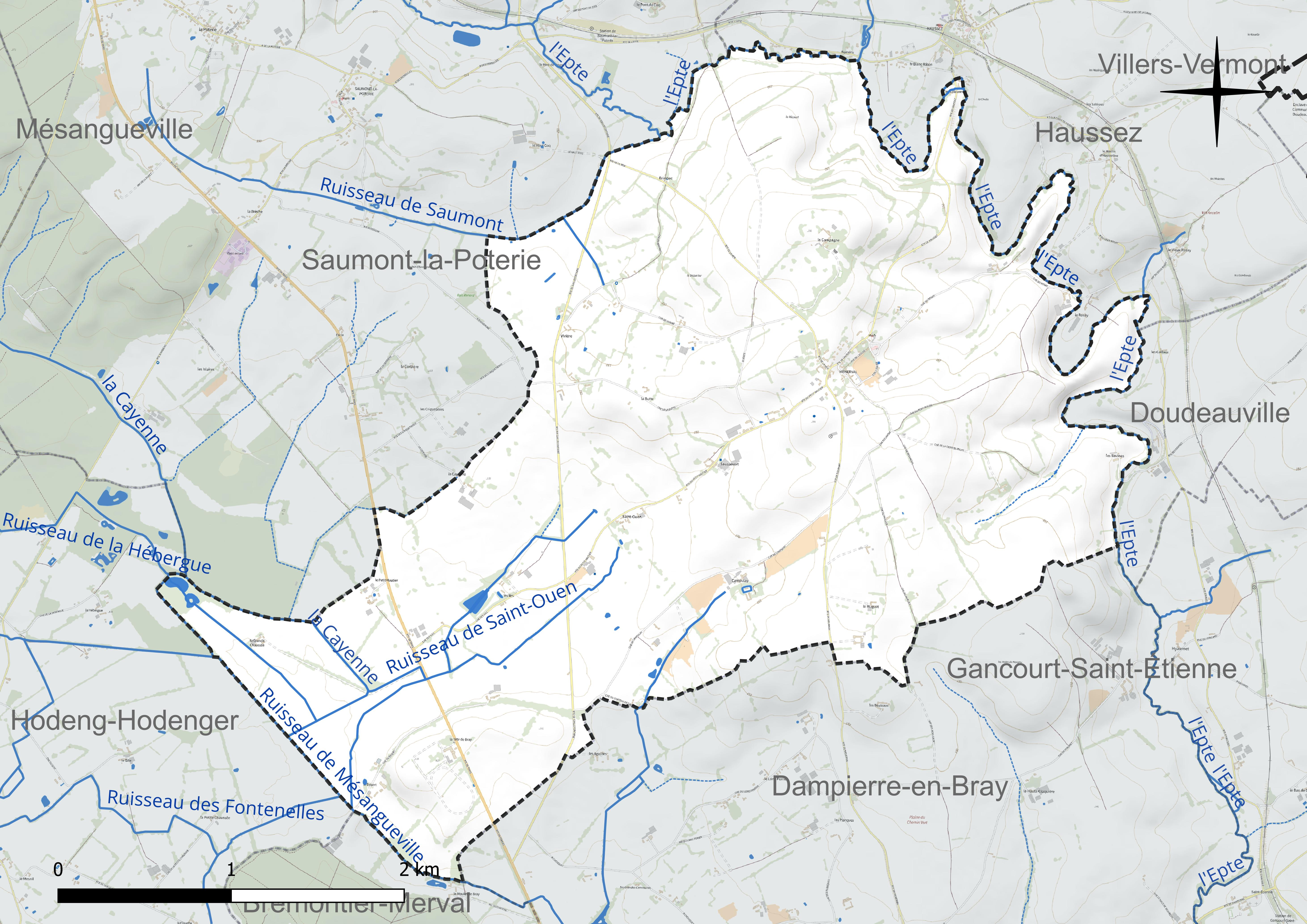
Réseau hydrographique de Ménerval.

### Climat
Pour des articles plus généraux, voir Climat de la Normandie et Climat de la Seine-Maritime.
En 2010, le climat de la commune est de type climat océanique altéré, selon une étude du CNRS s'appuyant sur une série de données couvrant la période 1971-2000. En 2020, Météo-France publie une typologie des climats de la France métropolitaine dans laquelle la commune est exposée à un climat océanique et est dans la région climatique Côtes de la Manche orientale, caractérisée par un faible ensoleillement (1 550 h/an) ; forte humidité de l’air (plus de 20 h/jour avec humidité relative > 80 % en hiver), vents forts fréquents. Parallèlement le GIEC normand, un groupe régional d’experts sur le climat, différencie quant à lui, dans une étude de 2020, trois grands types de climats pour la région Normandie, nuancés à une échelle plus fine par les facteurs géographiques locaux. La commune est, selon ce zonage, exposée à un « climat contrasté des collines », correspondant au Pays de Bray, bien arrosé et frais.
Pour la période 1971-2000, la température annuelle moyenne est de 9,9 °C, avec une amplitude thermique annuelle de 13,6 °C. Le cumul annuel moyen de précipitations est de 835 mm, avec 12,9 jours de précipitations en janvier et 8,6 jours en juillet. Pour la période 1991-2020, la température moyenne annuelle observée sur la station météorologique la plus proche, située sur la commune de Forges-les-Eaux à 10 km à vol d'oiseau, est de 10,7 °C et le cumul annuel moyen de précipitations est de 860,1 mm,. Pour l'avenir, les paramètres climatiques de la commune estimés pour 2050 selon différents scénarios d’émission de gaz à effet de serre sont consultables sur un site dédié publié par Météo-France en novembre 2022.

## Urbanisme

### Typologie
Au 1er janvier 2024, Ménerval est catégorisée commune rurale à habitat très dispersé, selon la nouvelle grille communale de densité à sept niveaux définie par l'Insee en 2022.
Elle est située hors unité urbaine. Par ailleurs la commune fait partie de l'aire d'attraction de Gournay-en-Bray, dont elle est une commune de la couronne,. Cette aire, qui regroupe 21 communes, est catégorisée dans les aires de moins de 50 000 habitants,.

### Occupation des sols
L'occupation des sols de la commune, telle qu'elle ressort de la base de données européenne d’occupation biophysique des sols Corine Land Cover (CLC), est marquée par l'importance des territoires agricoles (100 % en 2018), une proportion identique à celle de 1990 (100 %). La répartition détaillée en 2018 est la suivante : 
prairies (73,4 %), terres arables (24,7 %), zones agricoles hétérogènes (2 %). L'évolution de l’occupation des sols de la commune et de ses infrastructures peut être observée sur les différentes représentations cartographiques du territoire : la carte de Cassini (XVIIIe siècle), la carte d'état-major (1820-1866) et les cartes ou photos aériennes de l'IGN pour la période actuelle (1950 à aujourd'hui).

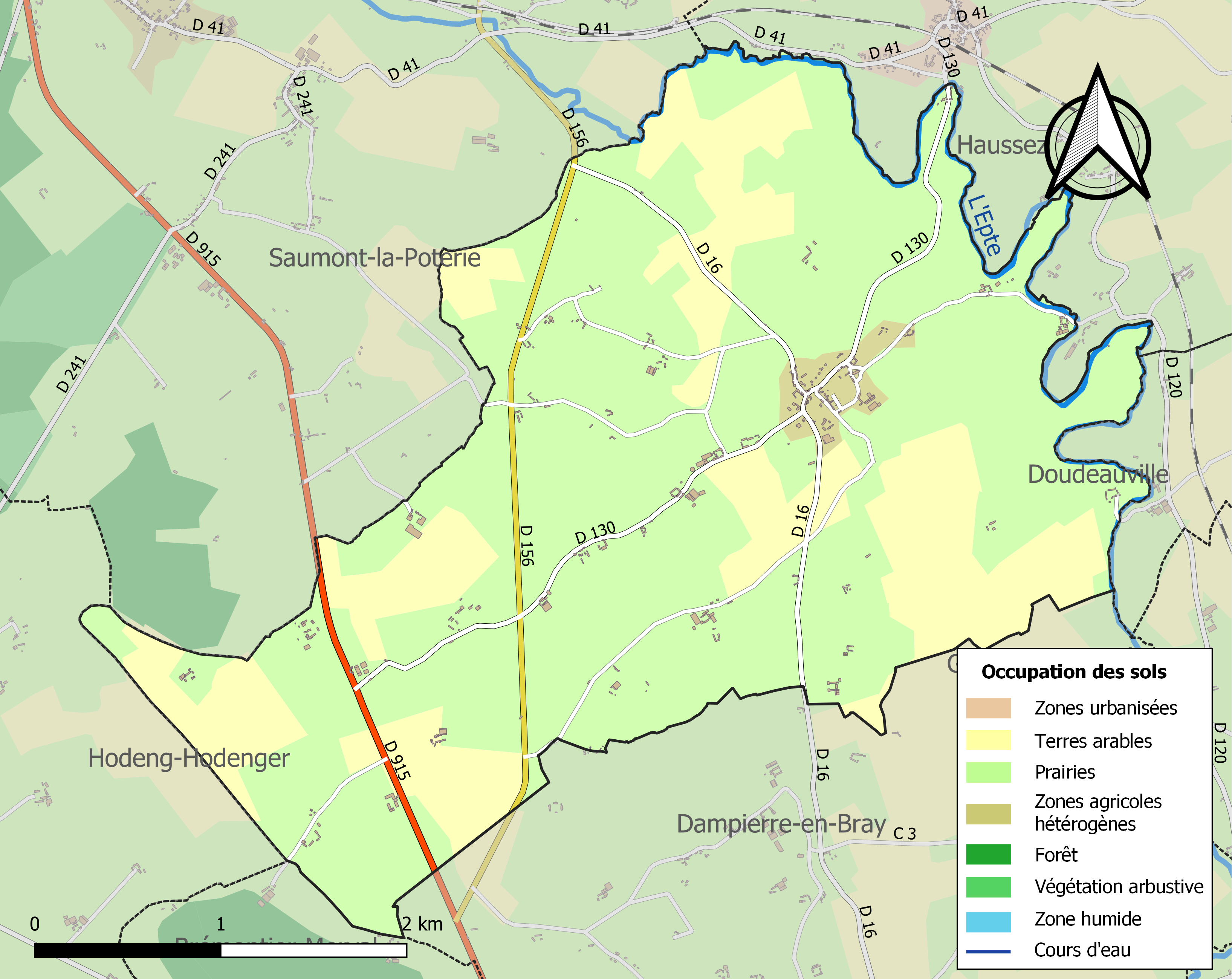
Carte des infrastructures et de l'occupation des sols de la commune en 2018 (CLC).

## Toponymie
Le nom de la localité est attesté sous les formes Menardival vers 1210,  Menardi Villa vers 1240, Menardivalle en 1257, Menerval en 1337, Manierval 1431, Mainerval en 1398, Menerval en 1676, Ménerval près Beauvoir-en-Lyons en 1460,.
Il s'agit d'une formation toponymique médiévale en -val au sens de « val, vallée », précédée d'un anthroponyme comme c'est souvent le cas. Les auteurs identifient le nom de personne germanique Maginhard (forme latinisée Maginardus dans les textes rédigés en latin médiéval) devenu Mainard, Ménard,, et resté fréquent comme nom de famille, d'où le sens global de « val de Mainard, Ménard ».

## Histoire
Ménerval appartenait au XIIe siècle à l'abbaye Saint-Germer-de-Fly.
Ménerval fut pendant la Révolution française chef-lieu de canton pendant quelque temps. Les communes de ce [réf. nécessaire]canton de Ménerval étaient :
- Abancourt
- Beuvreuil
- Bellozanne
- Dampierre
- Doudeauville
- Gancourt
- Grumesnil
- Haussez
- Ménerval
- Saint-Michel-d'Halescourt
- Pommereux
- Saumont-la-Poterie
- Villedieu-la-Montagne

## Politique et administration
| Période                                  | Période                   | Identité             | Étiquette | Qualité              |
| ---------------------------------------- | ------------------------- | -------------------- | --------- | -------------------- |
| Les données manquantes sont à compléter. |                           |                      |           |                      |
|                                          |                           | Jean Francois Parésy |           |                      |
| 1848                                     |                           | Rohaut               |           |                      |
|                                          |                           | Jean François Parésy |           |                      |
| 1869                                     |                           | Alexandre Ménard     |           |                      |
| 1874                                     |                           | Arsène Parésy        |           |                      |
| 1884                                     | 1900                      | Alexandre Ménard     |           | Propriétaire-éleveur |
| 1900                                     | 1904                      | Edmond Bulard        |           |                      |
| 1904                                     | 1919                      | Henri Vuatrin        |           |                      |
| 1919                                     | 1929                      | Edile Gaudefroy      |           |                      |
| 1929                                     | 1935                      | René Vuatrin         |           |                      |
| 1935                                     | 1954                      | Gabriel Vuatrin      |           |                      |
| 1954                                     | 1981                      | Robert Paresy        |           |                      |
| 1981                                     | 1995                      | Robert Savoye        |           |                      |
| 1995                                     | 2001                      | Delarue              |           |                      |
| 2001                                     | mars 2014                 | Patrick Brianchon    |           |                      |
| mars 2014                                | mai 2020                  | José Sagot           |           |                      |
| mai 2020                                 | En cours (au 5 juin 2020) | Alain Beaufils       |           |                      |

## Démographie
L'évolution du nombre d'habitants est connue à travers les recensements de la population effectués dans la commune depuis 1793. Pour les communes de moins de 10 000 habitants, une enquête de recensement portant sur toute la population est réalisée tous les cinq ans, les populations de référence des années intermédiaires étant quant à elles estimées par interpolation ou extrapolation. Pour la commune, le premier recensement exhaustif entrant dans le cadre du nouveau dispositif a été réalisé en 2008.

En 2022, la commune comptait 173 habitants, en évolution de −2,81 % par rapport à 2016 (Seine-Maritime : +0,35 %, France hors Mayotte : +2,11 %).
| 1793 | 1800 | 1806 | 1821 | 1831 | 1836 | 1841 | 1846 | 1851 |
| ---- | ---- | ---- | ---- | ---- | ---- | ---- | ---- | ---- |
| 556  | 502  | 484  | 494  | 467  | 495  | 447  | 445  | 470  |

| 1856 | 1861 | 1866 | 1872 | 1876 | 1881 | 1886 | 1891 | 1896 |
| ---- | ---- | ---- | ---- | ---- | ---- | ---- | ---- | ---- |
| 441  | 424  | 416  | 422  | 453  | 458  | 467  | 445  | 405  |

| 1901 | 1906 | 1911 | 1921 | 1926 | 1931 | 1936 | 1946 | 1954 |
| ---- | ---- | ---- | ---- | ---- | ---- | ---- | ---- | ---- |
| 400  | 428  | 388  | 342  | 368  | 371  | 370  | 379  | 334  |

| 1962 | 1968 | 1975 | 1982 | 1990 | 1999 | 2006 | 2008 | 2013 |
| ---- | ---- | ---- | ---- | ---- | ---- | ---- | ---- | ---- |
| 314  | 261  | 231  | 173  | 159  | 177  | 186  | 189  | 188  |

| 2018 | 2022 | - | - | - | - | - | - | - |
| ---- | ---- | - | - | - | - | - | - | - |
| 168  | 173  | - | - | - | - | - | - | - |

## Culture locale et patrimoine

### Lieux et monuments
- La commune jouit d'un lavoir qui vient d'être entièrement restauré[Quand ?].
- Église Notre-Dame inscrite à l'Inventaire supplémentaire des monuments historiques.
- Le pont de Coq
- Le château de Campulley (ou Campulay), dont il ne reste que les douves et les bâtiments de ferme, fut détruit dans les années 1840. Son origine remontait au Moyen Âge. Il resta dans la famille Thierrée de Campulley du XVe siècle jusqu'au décès de la dernière des Campulley en 1835. L'inventaire après décès de Messire Jacques de Campulley, chevalier seigneur de Campulley, Ménerval, Viviers, Saint-Ouen et autres lieux, ancien capitaine au régiment de Champagne, réalisé en août 1709 par Alexandre Mauger, sergent au bailliage de Gournay, nous apprend que le château comprenait 21 pièces, dont deux « pavillons » et une chapelle. Les biens meubles trouvés dans le château étaient estimés à environ 27000 livres tournois, dont 6500 livres en numéraire. Le plan cadastral de 1826 donne une idée de sa forme générale (mais l'annonce légale de sa mise en vente, parue au Journal de Rouen le 27 mai 1839 nous apprend qu'il était alors réduit à l'état de masure).